# Lista personajelor din Violetta
Aceasta este o listă a personajelor din serialul Violettea, de pe Disney Channel.

## Personaje principale
- Violetta Castillo (interpretată de Martina Stoessel): E o fată inteligentă, plină de viață, dar e și solitară și supra protejată de tatăl ei. Deși nu știe încă, are o voce unică, moștenită de la mama ei. De la tatăl ei a moștenit dragostea pentru cărți și o inteligență superioară. Violetta este spontană și sinceră, spunând tot ce gândește. Ea doar încearcă să își găsească locul în lume. Când se reîntoarce la Buenos Aires, începe să ia lecții private de pian la „Studio 21”, o foarte prestigioasă școala de muzică. Acolo ea va descoperi o nouă lume care o va conduce spre destinul ei și povestea trecutului. La început, prietenii Violettei cred că ea este timidă, dar în curând, ei îi vor descoperi adevărata personalitate.
- Diego Ramos îl interpretează pe German Castillo: Tatăl protector al Violettei. El este un inginer strălucit care deține o companie internațională de construcții și care răspunde de proiecte de construcție private și publice de mare amploare. El este inteligent și sever. De la moartea soției sale, a fost excesiv de protector cu fiica lui, dar, dincolo de inflexibilitatea sa, are o inimă mare. Germán are o prietenă pe nume Jade, pe care o consideră a fi o bună influență pentru fiica lui. Cu toate acestea, când sosește Angie, noua guvernantă a Violettei, el se simte confuz și, deși nu vrea să recunoască, ajunge să se îndrăgostească de ea.
- Diego Dominguez îl interpretează pe Diego. Diego este un nou elev la studio, fiul lui Gregorio, și vine din Spania. Totodată e dușmanul de moarte a lui Leon. El o iubește pe Ludmila și a făcut un pact cu ea ca să o dea afară pe Violetta de la studio. Inima lui Diego începe să bată spre Violetta din zi ce trece. Apoi el regretă pactul făcut cu Ludmila.
- Pablo Espinosa îl interpretează pe Tomás Heredia: Este atrăgător, modest, încrezător și uneori, puțin distant. El cânta la chitară și ca solist vocal, iar cântecele lui îi oglindesc personalitatea. El frecventează "Studio 21" cu o bursă de la profesorul Beto, care îl angajează ca asistent. El s-a născut în Spania, dar s-a mutat la Buenos Aires cu mama lui, pentru a avea grija de bunica sa. Tomás se îndrăgostește de Violetta în ciuda lui Germán, care încearcă să își țină fiica la distanță de toți pețitorii. León este principalul său rival la dragostea ei.
- Jorge Blanco îl interpretează pe León: Este încrezător, orgolios și plin de el, dar León are o inimă bună. Leon este tipul cool și frumos din gașca băieților, el provine dintr-o familie bogată și nu a trebuit să lucreze niciodată pentru a-și câștiga traiul. León frecventează „Studio 21” și are un mare potențial artistic. La început, el vrea să câștige inima Violettei pentru a se răzbuna pe Tomás, deoarece Ludmila, prietena lui, este atrasă de el. Cu toate acestea, el se va îndrăgosti de Violetta împotriva voinței lui, iar el cu Violetta vor fi o pereche perfectă deoarece "opusele se atrag", ba chiar își fac și un pact cum că „nimeni și nimic nu îi va despărți”. Ei sunt foarte drăguți împreună și rămân așa până la sfârșit.
- Mercedes Lambre o interpretează pe Ludmila Ferro: Ea provine dintr-o familie bună. Este fata cool și strălucitoare de la "Studio 21" și de aceea, prietena perfectă pentru León. Are stofă de divă, dar are un caracter arogant și obișnuiește să mintă. Este obsedată de imaginea ei și vrea sa fie centrul atenției, în special la "Studio 21". Ea primește întotdeauna ce dorește deoarece este o persoană răsfățată și crudă. În ciuda faptului că e complet diferită de Tomás, ea se simte atrasă de el. Tomás o ignoră din cauză că este îndrăgostit de Violetta, iar Ludmila devine obsedată și geloasă. Ea vede un dușman în Violetta, deoarece talentul ei și frumusețea naturală o pot eclipsa. Ca orice personaj negativ, are un susținător: Naty.
- Clara Alonso o interpretează pe Angie: Vioaie, nostimă, carismatică, pasionată de muzică și artă... Angie este un spirit liber care strălucește oriunde merge. Ea este sora soției decedate a lui German, dar Violetta nu știe că Angie este mătușa ei. După moartea mamei ei, Angie a făcut mai multe încercări nereușite de a intra în contact cu nepoata ei. Atunci când Violetta revine la Buenos Aires, Angie pretinde că este noua guvernantă, pentru a putea fi aproape de ea. Angie predă și canto și o va ghida pe Violetta în direcția talentului ei, la "Studio 21", fără știrea lui Germán. Angie i-ar lua apărarea nepoatei față de oricine, dar nu ar recunoaște niciodată că este atrasă de Germán.

## Alte personaje
- Francesca: Este deșteaptă, altruistă și provine dintr-o familie modestă. Știe că familia ei trebuie să facă eforturi pentru ca ea să poată frecventa "Studio 21". Ea este una din cele mai bune prietene ale Violettei. Ea s-a născut în Italia, ca și fratele ei Luca, care conduce afacerea familiei, "Restó Bar". Este îndrăgostită de Tomás, dar el o vede doar ca prietenă. La început, este geloasă pe Violetta, dar în final ajung să fie bune prietene. Francesca frecventează și ea "Studio 21", unde se împrietenește cu Camila și Maxi.
- Camila Torres: Este nostimă, sociabilă și are un puternic simț al dreptății. Ea va lupta pentru ideea în care crede și ar face orice pentru prietenii ei. Este prietenă foarte bună cu Maxi și Francesca și visează să devină o cântăreață de succes. Ea este foarte talentată, dar este conștientă de faptul că nu a atins maturitatea artistică necesară pentru a deveni o adevarată stea

Personaje secundare
- Maximiliano Ponte: Este cel mai bun dansator de la "Studio 21" și stilul lui favorit este Street Dance. Este nostim, creativ, inteligent și visător și nu are nicio îndoială că muzica este viitorul lui. El cântă la claviatură, la sintetizator și creează sunete bass pe computer și speră ca într-o zi să înregistreze propriul album. Cea mai bună prietenă a lui este Camila, ei împărtășesc aceleași gusturi muzicale și antipatia lor comună față de Ludmila, León și gașca "cool". El se îndrăgostește foarte ușor, dar nu este foarte norocos cu fetele, așa încât intră adesea în bucluc încercând să facă fata la care visează să se îndragostească de el.
- Natalia: Mâna dreaptă a Ludmilei, deși uneori e mai mult ca un animal de companie pentru aceasta. Naty este draguță, dar nu fenomenală, ea trăiește pentru modă și le privește de sus pe celelalte studente. În adâncul ei, e o fată foarte nesigură, care crede că singura cale spre succes este să facă parte din gașca "cool". E o bună dansatoare și cântăreață, dar Ludmila nu o lasă să strălucească pe cât de mult ar putea. Naty știe că Ludmila ar putea să o trădeze pentru propriul ei beneficiu, deși e ceva ce ea nu ar face niciodată. Și totuși, rămâne cu Ludmila deoarece ea crede că, stându-i aproape, o va ajuta să devina o divă.
- Andrés: Susținătorul lui León și cel mai bun prieten. E stângaci și oarecum zăpăcit, dar e convingător în tot ce face. Uneori are nevoie sa audă lucrurile de două ori, dar e o persoană încrezătoare. Andrés este foarte bun la inimă și are muzica în suflet.
- Broduey: Este un nou student venit din Sao Paolo, Brazilia, la Studio 21.
- Napoleón: După cum o sugerează numele lui, Napo are o personalitate "napoleonică". El este un bun prieten și caută întotdeauna să fie acceptat. De la început, el vrea să iasă cu verișoara lui, Ludmila și să facă parte din gașca "cool", dar, cu timpul, el se va distanța de ei și va deveni unul dintre băieții buni. El dă examenul de admitere cu Violetta și reușește datorită talentului lui la cântat și dansat.
- Brako: Inteligent și puțin sălbatic, el pare că trăiește într-o lume a lui! Înfățișarea și accentul îl dau de gol că e străin, dar el nu spune niciodată de unde vine. Vorbește mai multe limbi și când devine supărat sau nervos atunci când îl atrage vreo fată, începe să vorbească în rusă sau ucraineană. El are câte o zicală sau un sfat din țara lui pentru orice situație și este întotdeauna gata să își ajute prietenii.
- Federico: Este un student nou venit din Italia, cu un schimb de elevi. Va locui cu Violetta. Se va îndrăgosti de Violetta. Dar după o perioadă de timp va pleca și el.
- Lena: Este sora Nataliei. Are un blog pe care îl vizitează foarte mulți oameni. Gregorio o înscrie la Studio pe Lena, dar ea pleacă după o perioadă de timp. Ea o face pe Naty să se depărteze de Ludmila și o face să aibă mai multă încredere în ea.

Profesori
- Pablo Galindo: Este profesor la Studio 21. El a fost directorul Studioului, dar după eșecul unui spectacol, demisionează din postul de profesor. Devine chelner la restaurantul fratelui lui Francesca.
- Gregorio Casal: Cel mai exigent dintre profesorii Studioului. El devine director după ce spectacolul organizat de Pablo eșuează.
- Roberto Benvenuto (Beto): Unul dintre profesorii de la Studio. El îi ia mereu apărarea lui Tomás, dar și celorlalți elevi ai Studioului.
- Antonio Fernández Vallejo: Deținătorul Studioului. El îi susține pe copii.

Alte personaje
- Luca: Fratele lui Francesca și manager la 'Restó Bar', un bar de lângă "Studio 21", unde băieții petrec de obicei. Cu personalitatea lui puternică și înălțimea de aproape 2 metri, îi face pe toți să creadă că Luca are un temperament dur dar, cu timpul, vor realiza că are o inimă bună. Luca este foarte ambițios și știe că poate profita de talentul băieților de la "Studio 21" pentru a atrage clienții. El transformă restaurantul într-un 'Restó Band' pentru a prezenta spectacole live și, pe cât posibil, pentru a cânta propriile piese deoarece, în afară de administrarea afacerii de familie, Luca și-ar dori să devină un artist, ca și sora lui.
- Olga: Este menajera casei.Ea o iubește pe Violetta mult.
- Lisandro Ramallo: Unul dintre servitorii casei. El este foarte apropiat de German.
- Jade LaFontaine: Prietena lui Germán. Este o femeie foarte superficială, obsedată de imaginea ei. Este seducătoare, geloasă, cu toane, egoistă și manipulatoare. E foarte îndrăzneață și asta o face nostimă, deci e o șmecheră atrăgătoare. Adevăratul personaj negativ din umbră este fratele ei, Matías. Jade provine dintr-o familie foarte bogată. Ea s-a născut bogată și nu a trebuit să lucreze niciodată, dar și-a pierdut averea și a decis ca singurul mod de a-și păstra stilul de viață este de a se mărita cu Germán, de aceea îl manipulează constant. Jade o urăște pe Violetta deoarece îi face concurență în a obține atenția lui Germán. Mai târziu o va urî pe Angie, rivala ei directă la dragostea lui Germán.
- Matias LaFontaine: Fratele lui Jade, capul răutăților. Este cel care o forțează pe Jade să se însoare cu German după ce familia lor a falimentat.

## Personaje
- Martina Stoessel: Violetta Castillo
Diego Ramos: German Castillo
Clara Alonso: Angie Carrará
Florencia Benítez: Jade LaFontaine
Joaquín Berthold: Matías LaFontaine
Mirta Wons: Olga
Alfredo Allende: Lisandro Ramallo
Mercedes Lambre: Ludmila Ferro
Alba Rico Navarro: Naty (Natalia)
Pablo Espinosa: Tomás Heredia
Jorge Blanco: Leon
Candelaria Molfese: Camila Torres
Facundo Gambandé: Maximiliano Ponte
Lodovica Comello: Francesca
Simone Lijoi:Luca
Artur Logunov: Brako
Rodrigo Velilla: Napo (Napoleón)
Nicolás Garnier: Andrés
Ezequiel Rodríguez: Pablo Galindo
Pablo Sultani: Roberto Benvenuto "Beto"
Rodrigo Pedreira: Gregorio
Alberto Fernández de Rosa: Antonio Fernández Vallejo
Samuel Nascimento: Broduey
Lucía Gil: Helena "Lena"
Germán Tripel: Rafael "Rafá" Palmer
Iara Muñoz: "Agus"
Nicole Luis: Laura
Pedro Maurizi: Maestro Zambrano
Sumi Justo: Mara
Ruggero Pasquarelli: Federico
Xabiani Ponce de León:Marco
Luis Sabatini:Cardoso
Paloma Sirven:Emma
Gerardo Velazquezj
Agustina Cabo:Ambar
Valeria Baroni:Lara